# Рудь, Николай Данилович
Николай Данилович Рудь (укр. Мико́ла Дани́лович Рудь; 9 мая 1912, с. Александровка ( ныне Зачепиловского района Харьковской области Украины) - 22 октября 1989, г. Киев) — украинский советский поэт и прозаик.

## Биография
Родился в многодетной крестьянской семье. После окончания семилетки, работал в селе. В 1929 году Н. Д. Рудь поступил в Красноградский педагогический техникума. Не получив места в общежитии и талонов на питание в студенческой столовой, лишенный средств к существованию, оставил техникум и отправился на заработки в Донбасс. С 1929 работал в Сталино намотником на металлургическом заводе, позже на комсомольской работе, был комсоргом на заводе «Стальмост» и шахте № 11-Смолянка, занимался журналистикой.
Заочно учился в Литературном институте им. А. М. Горького.
Участник Великой Отечественной войны.

## Творчество
Первые стихи Николая Рудя о Днепрогэс были опубликованы в 1928 году в приложении к журналу «Красные цветы». В 1930-е годы был активным членом литературной организации «Сталин-Молодняк».
В 1936 году появляется первая книга Н. Рудя - сборник стихов «Найближче».
В послевоенный период опубликовал ставшие известными книги «На Поділлі», «Час клопоту і сподівань», «Гомін до схід сонця», «Синій птах», «Дивень».
Как самобытный писатель и мастер художественной прозы Николай Рудь заявил о себе и утвердился, циклом романов «Боривітер» — «І не сказала люблю», «З матір'ю на самоті», «Не жди, не клич».
Для поэзии М. Рудя характерны темы из рабочей жизни, прославление советского воина-победителя, лирика. В своих произведениях Николай Рудь призывал к самоотверженному труду и жизни, сыновьему отношению к природе, родной земле, истории, любви к Родину, ежедневному творчеству, несению людям добра.
За заслуги в развитии литературы и в связи с семидесятилетия со дня рождения Николай Данилович Рудь был награждён орденом «Дружбы народов».

## Избранные произведения
Автор сборников стихов
- «Слово після бою» (1947),
- «Рідні вогні» (1950),
- «Граніт Сталінграда» (1951),
- «Донецькі зорі» (1958),
- «Грім на зелене гілля» (1960) и др.

Цикл романов «Боривітер»
- - «І не сказала люблю»,
  - «З матір'ю на самоті»,
  - «Не жди, не клич» ,
- «Вброд через Грон» (1988),
- «Де твій батько» и др.

Умер в Киеве 22 октября 1989.

## Фрагмент стихотворения "После боя" на украинском языке.
Нам спрага запекла вуста -
Дві ночі й день ми чесно
бились.
На гімнастьорках кров густа...
Закуримо щоб дома не журились.
Сім раз ходили на штики.
Вставали, впавши,
Не корились!
Порвали кулями шапки...
Закуримо щоб дома не журились.
З околу видно сизий схил -
Горілі вільхи похилились.
Нас троє тут, -
Там п'ять могил...
Закуримо щоб дома не журились.
Поштар приніс нам сім листів.
Мені нема.
Десь забарились.
Снаряд упав... Не долитів...
Закуримо щоб дома не журились.
У досвіта нам знову в бій,
А ми не спали ні стелились
Тютюн міцніш здається, твій
Закуримо щоб дома не журились.
Останній бою перекат.
Набито німця - стати ніде.
Ну й натерпілися ми, брат
Хоч би поїсти...
Кухня їде!
І задзвеніли котьолки.
І заходила повна ложка.
Нам їсти й воювать з руки!
І відпочити можна трошки.
Окраєць хліба наче хміль
Пьянить і пахне. Перевтома...
Мов косарі присіли з піль
До щедрого прийшовши дому.
І хоть маячать на горбі
Ніким не займані оселі.
Ти при розчахнутій вербі
Присядеш на старій шинелі.